# Maya (ilusión)

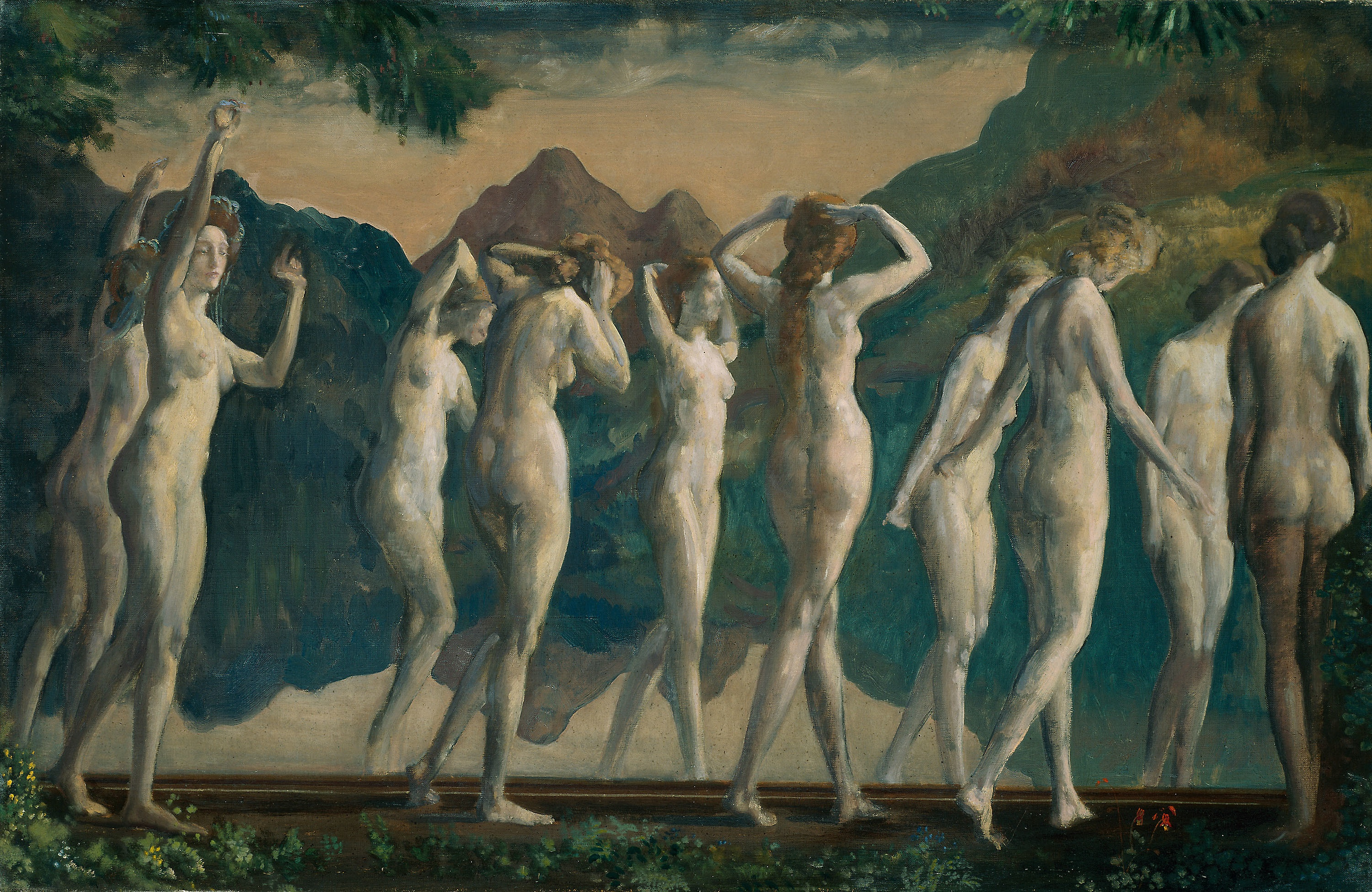
Maya, espejo de ilusiones

En el hinduismo, maia o maya es la ilusión, una imagen ilusoria o irreal, representado como un concepto, estado mental o entidad. Más concretamente en el hinduismo se suele considerar que la realidad o todo el universo material está formado de apariencias fenoménicas que se presentan como existentes, son realmente ilusorias; es decir, hacen y conforman el "tejido" de maya. De este modo, dependiendo de la corriente filosófica, Maya describe a la realidad aparente, ya sea como una ilusión completa, o como la ilusión de la existencia de la dualidad, la individualidad y la naturaleza cambiante que existe o se crea dentro de la  "realidad" Material de Maya. Por ende, debido a su naturaleza ilusoria, los seres humanos generamos karma al quedar, muchas veces gozosamente, atrapados en maya, al no reconocer la verdadera naturaleza (Paramatma).

## Etimología
- māyā, en el sistema AITS (alfabeto internacional para la transliteración del sánscrito).
- माया, en escritura devanagari del sánscrito.
- Pronunciación: /maiá/.[2]
- Etimología: ‘no es’
  - mā: ‘no’;[2]
  - aiā: ‘es’.[cita requerida]

En idioma protoindoiranio māiā es cognado del avéstico māiā, que significa ‘fuerza milagrosa’, ya sea desde la raíz mai- (‘intercambio’) o de la raíz mā- (‘medida’).

## Definición según varias doctrinas

### En el hinduismo
En el hinduismo más primitivo el concepto de Maya estaba reflejado en el término Indrajala (magia, engaño, fraude), el cual se usó  originalmente en lugar del término maya en la antigüedad. Así según este mito, el primer creador de "maya" en el universo sería Indra a través de los reflejos de la Red de Indra que da origen al Indrajala. Posteriormente al perder Indra el protagonismo como deidad principal en el hinduismo, el concepto actual de Maya sería el dominante.
A partir de Maya, los seres "realizan sus creaciones" que se originan de sus acciones en esta realidad ilusoria. Acción representada en la figura de Maia Asura, un asura al cual se le presenta como un arquitecto divino del "tejido" de Maia, del cual emanan sus creaciones que a menudo presentan un trasfondo ilusorio o mágico que deslumbran a quienes las ven.
De esta forma, a través de una realidad ilusoria, Maya nos mantiene en avidya (ignorancia) y con ello "atrapado" dentro del Kamaloka, el reino del deseo o reino de la necesidad del Triloka (el conjunto de los tres reinos de la existencia, que conforman la realidad total del universo dentro de la cosmología hinduista).
Igualmente, Maya se asocia con el estado psicológico de estar bajo el "hechizo" (efecto) de lila (el reflejo y/o la expresión del "juego divino" de Brahman y la realidad que emerge de él). Del mismo modo igualmente significaba y/o representa la sabiduría del misterioso poder ilusorio de la voluntad (sankalpa-sakti) que hace que los dioses creen el esplendor de los mundos fenoménicos a través de Vishua Karma; el cual maneja la realidad material ilusoria de maya, pero no solo con un velo que nos separa de Paramatma, sino como un medio para manifestar lo divino en formas que puedan ser percibidas y experimentadas, y que reflejan la armonía cósmica y permiten llegar a la iluminación. Su uso de maya en sus creaciones está alineado con el propósito de ṛta (el orden cósmico) como una manifestación viva de lo divino. 
Así el dejarnos engañar o llevar por Maya estando atados a ella con avidya (la ignorancia), Maya nos impide lograr el Samadhi y alcanzar Moksha. 

#### Según la doctrina advaita
Según la doctrina advaita, Maya nos mantiene en avidya (ignorancia), ya que la multiplicidad de este mundo fenoménico y la diferencia existente entre el individuo (ātmā) y Brahman (Dios, la totalidad) es solo maya (irrealidad): la realidad es que solo está Brahman; conformándose está ilusión a través de las Gunas, las cualidades que se mueven en todo el universo ―denominado prakriti (‘naturaleza’) o maiá (‘ilusión’)―  
y que abarcan todo lo existente, al nivel físico, emocional y mental; lo que conlleva igualmente a que el individuo, producto de sus vrittis y samskaras, se identifique erróneamente con los Kosha (las "coberturas" del Atman, que se generan al caer en la ilusión de maya).[cita requerida]

#### Según la doctrina sankhya y vedanta
Según la doctrina sankhya, māyā se identifica y se origina de prakriti (‘materia’) y pradhana (pre-sustancia desconocida, fuente de la materia), y —también según la filosofía vedānta— es la fuente del universo visible.[cita requerida]

#### Según el shivaísmo
Según la religión de los shivaístas, māyā es uno de los tres pāśas (’nudos’ que atan al alma a este universo material), junto con el karma y el ego.[cita requerida]
De acuerdo al Shivaísmo de Cachemira, el mundo no es descrito como una ilusión propiamente tal (como en las doctrinas advaita vedanta), sino que más bien, la ilusión es la falsa percepción de la existencia de una dualidad entre Bhairava (La consciencia representada en Shiva) y Bhairavi (La energía representada en Shakti). Según el Vijñāna Bhairava Tantra, un texto clave del Shivaísmo, la realidad surge cuando la conciencia (Bhairava/Shiva) se "agita" (spanda), creando ondas de polaridad:  Ya que sin vibración: Solo existe la realidad final absoluta (unidad absoluta); y con vibración: Aparece Maya (dualidad, sonido, forma)[cita requerida]

### En el budismo
Māyā (Mara), según los budistas, es la duplicidad (una de las 24 pasiones negativas menores).[cita requerida]
Según el budismo, la mente no iluminada (avidyā) proyecta solidez (Maya) donde hay vacuidad (shuniata). Lo material surge no desde el vacío (vacuidad), sino como vacío (que no es igual al concepto de Nada nihilista). Es decir, en el budismo todo fenómeno es vacuidad porque depende de causas y condiciones. Así, Los fenómenos (materiales, mentales) son "eventos" interconectados, interdependencias provenientes de la originación dependiente (pratītyasamutpāda), no "cosas" con esencia real; debido a la ausencia de existencia inherente (svabhāva).
Así a partir de su concepto, se puede trata de dar respuesta a la pregunta "¿Por qué existe algo?", entendiéndose que la existencia de "algo" es solo ilusión. 

#### Personaje histórico
Según la tradición, también la madre de Siddhartha Gautama (Buda) se llama Māyā.[cita requerida]

### En el Jainismo
En el Jainismo, el concepto de Māya (माया) no se entiende como la "ilusión cósmica" del hinduismo, sino como una de las los cuatro kashayas (pasiones destructivas), junto con krodha (ira), mada (orgullo) y lobha (codicia); que atan al alma (jiva) al ciclo de renacimiento (samsara). Es una fuerza que nubla la percepción de la verdad y genera apego al mundo material. Maya representa la tendencia a engañar a otros o a uno mismo, ya sea mediante mentiras, hipocresía, manipulación o autojustificación de acciones dañinas. Así, Maya atrae el karma obscuro (ghātiyā karma), que obstruye las cualidades innatas del alma: conocimiento infinito (jnana), percepción (darshana) y energía (virya).  
Según los textos jainistas como el Tattvārthasūtra (de Umasvati), Maya se clasifica en:  
- Vyavahāra Māyā: Engaño en las interacciones cotidianas (ej.: ocultar defectos, fingir virtudes).
- Dravya Māyā: Engaño relacionado con la acumulación o retención de posesiones materiales.
- Bhāva Māyā: Engaño interno, como creer que el cuerpo físico es el verdadero "yo" (anatmavada).

Aunque no hay "citas" directas sobre Maya como en los textos occidentales, el Bhagavati Ārādhanā (texto jainista) advierte:  
"Quien engaña a otros se engaña primero a sí mismo, atando su alma con cadenas de oscuridad".

### Equivalencias o similitudes en otras doctrinas

#### Taoísmo
Igualmente en otras culturas podemos encontrar indirectamente similitudes de la presencia de una "ilusión" que nos oculta la verdadera realidad o esencia de todo. 
En el Taoísmo podemos encontrar este concepto presente en la ignorancia que no nos permite abandonar la falsa idea de una dualidad aparente entre los opuestos (yin y yang) en el universo y las cosas presentes en él. Así, para el taoísmo, el mayor obstáculo no es el mundo en sí, sino el apego a las categorías mentales (nombres, dogmas, deseos provenientes de esta dualidad aparente). Esto se asemeja a la idea de que maya surge de la ignorancia (avidya), pero aquí la solución es fluir con la vacuidad (Wu) y la flexibilidad, no buscar una verdad metafísica absoluta. Ello no nos permite ver la verdad de la presencia del Tao en todas las cosas y seres, y que todo en el universo está interconectado; siendo esta dualidad de los opuestos en realidad una ilusión. Esta perspectiva sugiere que la dualidad de opuestos como el bien y el mal, el amor y el odio, el ser y el no ser, es solo una ilusión, siendo solo dos caras de una misma moneda; y que en realidad los opuestos no existen de manera aislada y todo está realmente interconectado siendo una unidad. Por ello el taoísmo busca que los seres se integren al flujo del Tao sin rechazar el mundo. La meta no es escapar de la "ilusión", sino cultivar una percepción clara (Ming) que permita actuar en sincronía con la naturaleza. El énfasis está en la espontaneidad y la simplicidad, no en negar la realidad material, sino en trascender las construcciones mentales que la distorsionan.
[cita requerida]

#### Cábala
En la tradición hebrea de la Cabalá el mundo físico de las acciones (Olam HaAsiyah) es solo una manifestación inferior de la realidad espiritual. En la Cábala, el universo se estructura en cuatro mundos espirituales, y Olam HaAsiyah es el más bajo de ellos. Este mundo físico que percibimos con nuestros sentidos es una manifestación densa y limitada de la luz divina que emana de niveles superiores de realidad espiritual. No es la verdad última, sino una expresión inferior de ella. Así, la "ilusión" no está solo en el mundo físico, sino también en la incapacidad de percibir su raíz divina. La liberación (devekut, "adhesión a Dios") se logra no negando lo material, sino transformando la percepción para ver a Dios en todo.La Cábala enseña que toda apariencia de dualidad (bueno/malo, sagrado/profano) es superficial. En profundidad, todo es una expresión de la unidad divina (Ein Od Milvado, "no hay nada más que Él").  
El Árbol de la Vida (las Sefirot) muestra cómo los opuestos se equilibran y complementan, similar al yin y yang en el taoísmo. La "ilusión" radica en no percibir esta interconexión.  También se puede encontrar un concepto similar en el proceso en el cual Ain (Nada) que pasa a ser Ain Sof (Sin Límites) y luego Ain Sof Aur (Luz sin Límites), hasta llegar a un proceso de autocontracción denominado Tzimtzum, en el cual este Ser Absoluto que conforma toda la realidad se "anula" así mismo para generar la Ilusión de separación en los individuos que, de esta manera, llegan a ser creados.[cita requerida]

#### Gnostismo
En el Gnosticismo, el ser conocido como el Demiurgo, llamado a menudo también Yaldabaoth, Saklas oel Arconte, surge como un ser (o deidad) inferior producto de una ruptura en el Pleroma (el reino espiritual perfecto de la divinidad suprema en el Gnosticismo). Según textos como el Evangelio apócrifo de Juan (un escrito gnóstico del siglo II), el Demiurgo nace del error de Sophia (la Sabiduría divina), Posteriormente, este ser defectuoso, expresándome como Yaldabaoth, realizaria la creación del mundo material como una simulación imperfecta (una "ilusión") de la creación divina directa; siendo esta creación material regida por los Arcontes, cada uno rigiendo un aspecto del cosmos material, y asociados a los vicios que mantienen atrapadas a las almas en el ciclo del nacimiento y la muerte. Así los Arcontes refuerzan su dominio en los seres al influenciar las pasiones y los ciclos cósmicos que nos mantienen en la ignorancia del mundo material.

#### Hermetismo
El principio del Mentalismo en el Hermetismo (uno de los 7 principios 
del Kybalion) afirma que "El Todo es Mente". En esta visión, la realidad física es una proyección de la mente universal, lo que coincide con la idea de que maya es una ilusión creada por la mente y la percepción de cada ser. Del mismo modo el principio de Correspondencia "Como es arriba, es abajo" implica que la realidad percibida es un reflejo de niveles superiores de existencia, reflejo oculto para quien no conoce la verdadera naturaleza de la existencia.

## Irrealidad personificada
En el marco de la mitología hindú, Māyā es la personificación de la energía ilusoria māyā (‘ilusión’, materia, en contraposición con el espíritu); que emana del universo creado y mantenido por las deidades de la Trimurti junto a sus respectivas devis.

### Maya como la personificación del engaño
La diosa Māiā, según la literatura puránica, es hija de Ánrita (án-ṛita: ‘no-real’, falso, falsedad) y su madre es la diosa Níriti (o la diosa Nikriti).
Maia es madre del varón Mritiu (‘muerte’ personificada).
En otras versiones su padre sería Adharma (ateísmo, ‘irreligión’).
Entre los seres (o conceptos personificados) que apoyan y/o siguen a Maya destaca igualmente Apasmara, quien representa la ignorancia espiritual y el discurso sin sentido que nos mantiene en Maya.
A Maya también se la identifica a veces con la diosa Durgá u otra diosa principal, como un aspecto de esta que mantiene la "realidad" física.
En cambio, su equivalente Budista (Mara) es asociado a una entidad masculina que cumple la misma función; pero cuyo concepto  está mas balanceado hacia los aspectos negativos de la ilusión como engaño.

### La ilusión de las apariencias
En varias religiones hindúes aparecen diferentes significados para Maya. Aun así el significado parece centrarse en el concepto de “Ilusión”. Maya es la deidad principal que manifiesta, perpetúa y gobierna la “ilusión” y el sueño de la dualidad en el universo de los fenómenos. Para algunos esta manifestación es "real" al estar inmersos en ella, mientras que para otros es parcial o completamente irreal por su propia naturaleza que la compone. Cada persona u objeto físico, desde la perspectiva de la eternidad, es como una breve y perturbada gota de agua en un océano sin límites.
La meta de la autorrealización espiritual (iluminación) es entender esto, sentir intuitivamente la diferencia entre el yo y el universo como una falsa dicotomía; puesto que la idea de que la conciencia y la materia física, o la mente y el cuerpo son cosas diferentes, es el resultado de una no – iluminada perspectiva.

## Yogamaya
En el Devi Mahatmyam se dice que la representación del aspecto espiritual de Maya expresado como la manifestación de la fuerza creativa y sustentadora inherente de diosa (Devi) Sakti (llamado Yogamaya), cubre los ojos de Vishnú para hacer que él duerma en yoganidra (sueño divino).
Asi, Devi, mediante su yogamaya, encarna la capacidad de transformar la realidad. Este poder es el que se pone en marcha para generar el universo y, al mismo tiempo, para deshacer aquello que ya no es necesario, mostrando así un ciclo continuo de creación, preservación y disolución.
Una tradición cuenta que en una ocasión, el dios Brahmā no podía matar a dos demonios, llamados Madhu y Kaitabha, por lo que se vio obligado a dirigirse a Yogamaya para pedirle que despertara a Vishnú. Ella accedió a la petición y entonces Vishnú pudo despertar y procedió a matar a los demonios.